# Uclesia excavata
Uclesia excavata är en tvåvingeart som beskrevs av Herting 1973. Uclesia excavata ingår i släktet Uclesia och familjen parasitflugor. Inga underarter finns listade i Catalogue of Life.